# 테니스 코트

테니스 코트의 규격.

테니스 코트(tennis court)는 테니스 경기가 이루어지는 직사각형 공간이다. 세로 길이는 23.77m이며 가로 길이는 복식 경기의 경우 10.97m, 단식 경기의 경우 8.23m이다. 코트 중앙에는 네트가 세워진다. 코트 표면의 재질에는 다양한 종류가 있으며, 그 종류에 따라 공이 바운드 되는 속도가 달라진다.

## 테니스 코트의 종류
같이 보기: 테니스#코트의 종류
테니스 코트의 종류는 그 재질에 따라 크게 클레이 코트, 하드 코트, 잔디 코트, 그리고 실내 코트(카펫, 고무 또는 우드)의 4가지로 나뉜다. 각각의 코트는 고유의 특성을 가지며 이에 따라 경기의 양상도 달라지게 된다.
가장 대표적인 테니스 대회인 그랜드 슬램 대회의 경우, 호주 오픈과 US 오픈은 하드 코트에서 열리며, 프랑스 오픈은 클레이 코트에서, 그리고 윔블던의 잔디 코트에서 개최된다.

### 잔디 코트

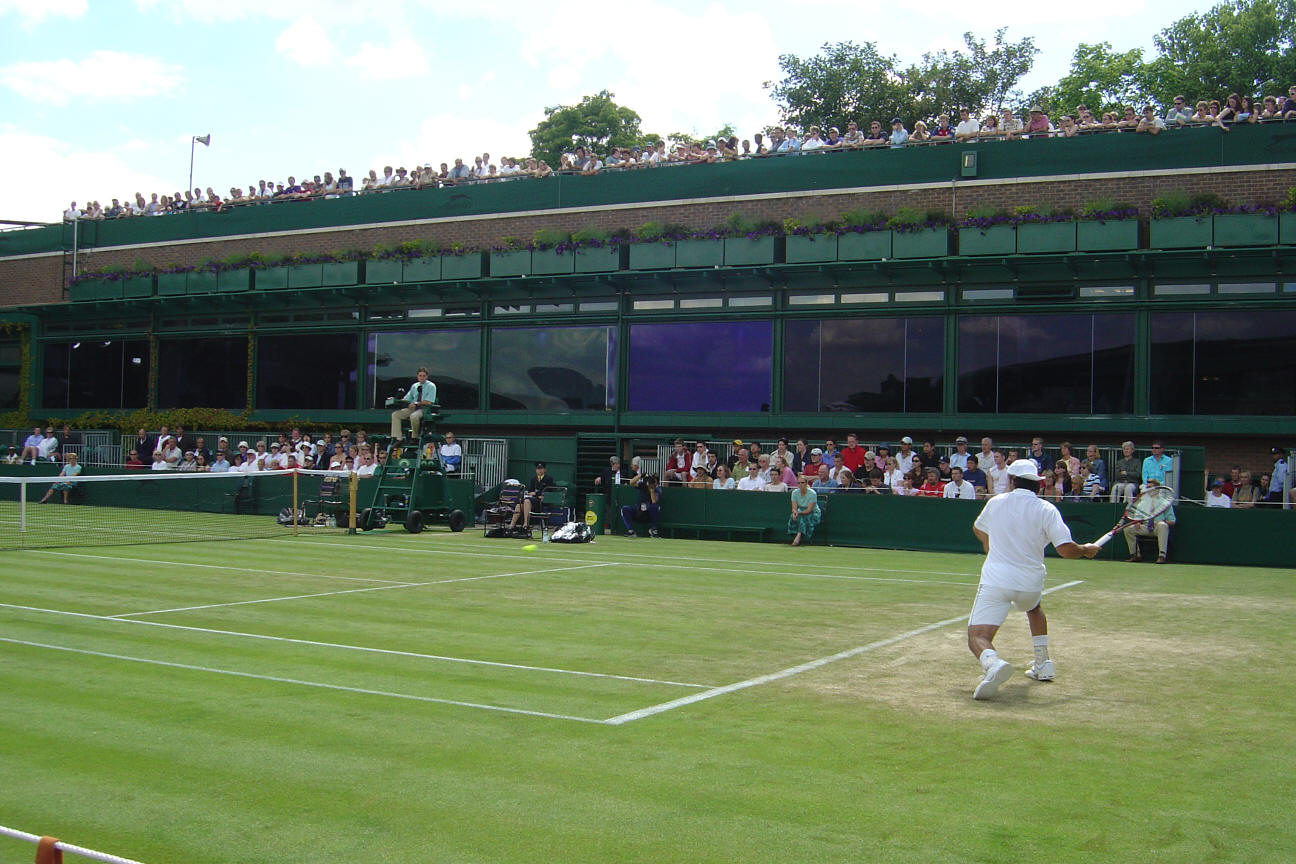
대표적인 잔디 코트 대회인 윔블던의 코트 모습.

잔디 코트는 단단하게 다져진 토양 위에 잔디를 심어 만들어진 코트이다. 잔디의 종류, 발육 상태, 길이, 그리고 경기에 따른 마모 및 손상 정도에 따라 바운드가 달라진다.
잔디 코트는 일반적으로 사용되는 코트 종류 중 바운드가 가장 빠르다(아스트로터프 재질이 더 빠르기는 하나 이는 범용적인 코트 재질은 아니다). 잔디 코트에서는 공이 낮고 빠르게 바운드 되기 때문에 매 포인트가 상당히 빨리 진행되며, 특히 서브의 위력이 더욱 강해진다. 이러한 특성 때문에 잔디 코트는 서브 앤드 발리 스타일의 플레이를 구사하는 선수들에게 유리하다. 잔디 코트에서의 서브 앤드 발리 플레이가 특히 뛰어났던 선수들로는 남자 중에서는 존 메켄로와 피트 샘프라스, 그리고 여자 중에서는 마르티나 나브라틸로바 등이 유명하다.
한편, 가장 권위있는 잔디 코트 대회인 윔블던에서는 2001년부터 공이 좀 더 느리게 바운드 되도록 매년 잔디를 조절하여 왔다. 이 대회에 참가한 선수들은 코트의 바운드가 예전보다 더 느리고 무거워졌으며, 높게 튄다고 말한다. 대회 주최측은 2001년부터 코트의 잔디를 100% 다년생 종자로 교체하고 토양 또한 더 단단하고 조밀하게 다져서 공이 더 높게 바운드되도록 만들었다. 그 결과, 그 전까지 윔블던에서 주류를 이루었던 서브 앤드 발리 스타일의 플레이는 점차 자취를 감추었고, 현재는 윔블던에서도 대부분의 선수들이 베이스라인 위주의 플레이를 펼친다.
과거 한때는 잔디 코트가 전 세계적으로 가장 널리 쓰이는 코트 종류였으나, 유지에 드는 비용이 상대적으로 높기 때문에 오늘날에는 일부 지역에서만 드물게 사용되고 있다.

### 클레이 코트

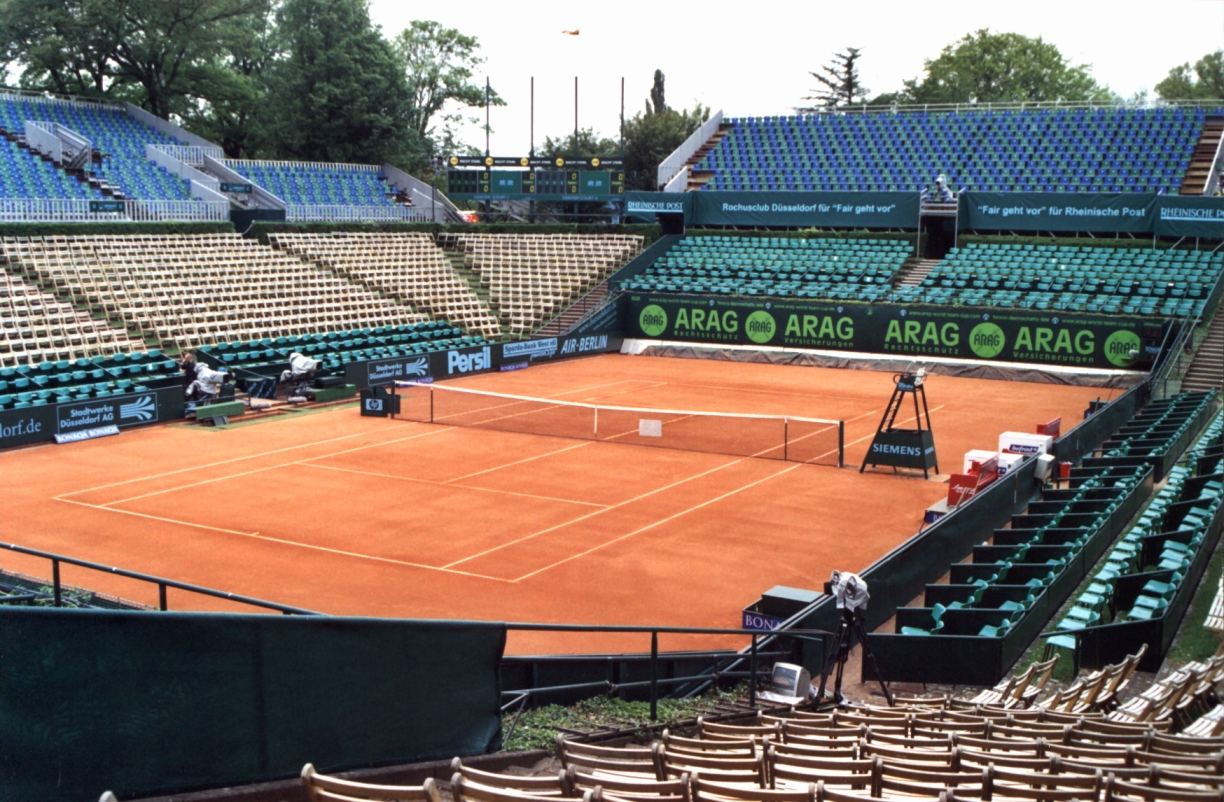
대표적인 클레이 코트 대회인 프랑스 오픈의 코트 모습.

클레이 코트는 가늘게 간 셰일이나 암석, 또는 벽돌로 표면을 덮은 코트이다. 레드 클레이와 그린 클레이의 두 종류가 있으며, 레드 클레이가 그린 클레이에 비해 바운드 속도가 더 느리다. 프랑스 오픈이 그랜드 슬램 중 유일하게 클레이 코트에서 개최된다.
클레이 코트는 표면의 마찰력이 높아 잔디 코트나 하드 코트에 비해 공의 바운드를 상대적으로 느리고 높게 만드는 성질이 있다. 이러한 특징은 강한 서브를 가진 선수에게 불리하게 작용하기도 한다.
클레이 코트는 초기 가설 비용은 다른 종류의 코트에 비해 상대적으로 적게 소요되지만 유지관리 비용은 하드 코트보다 많이 든다. 클레이 코트는 표면을 평평하게 유지하기 위하여 수시로 롤링을 해주어야 하며, 코트가 너무 마르거나 젖지 않도록 적당한 수준의 수분도 유지시켜 주어야 한다.
클레이 코트는 유럽과 남아메리카 지역에서 가장 많이 사용된다.

### 하드 코트

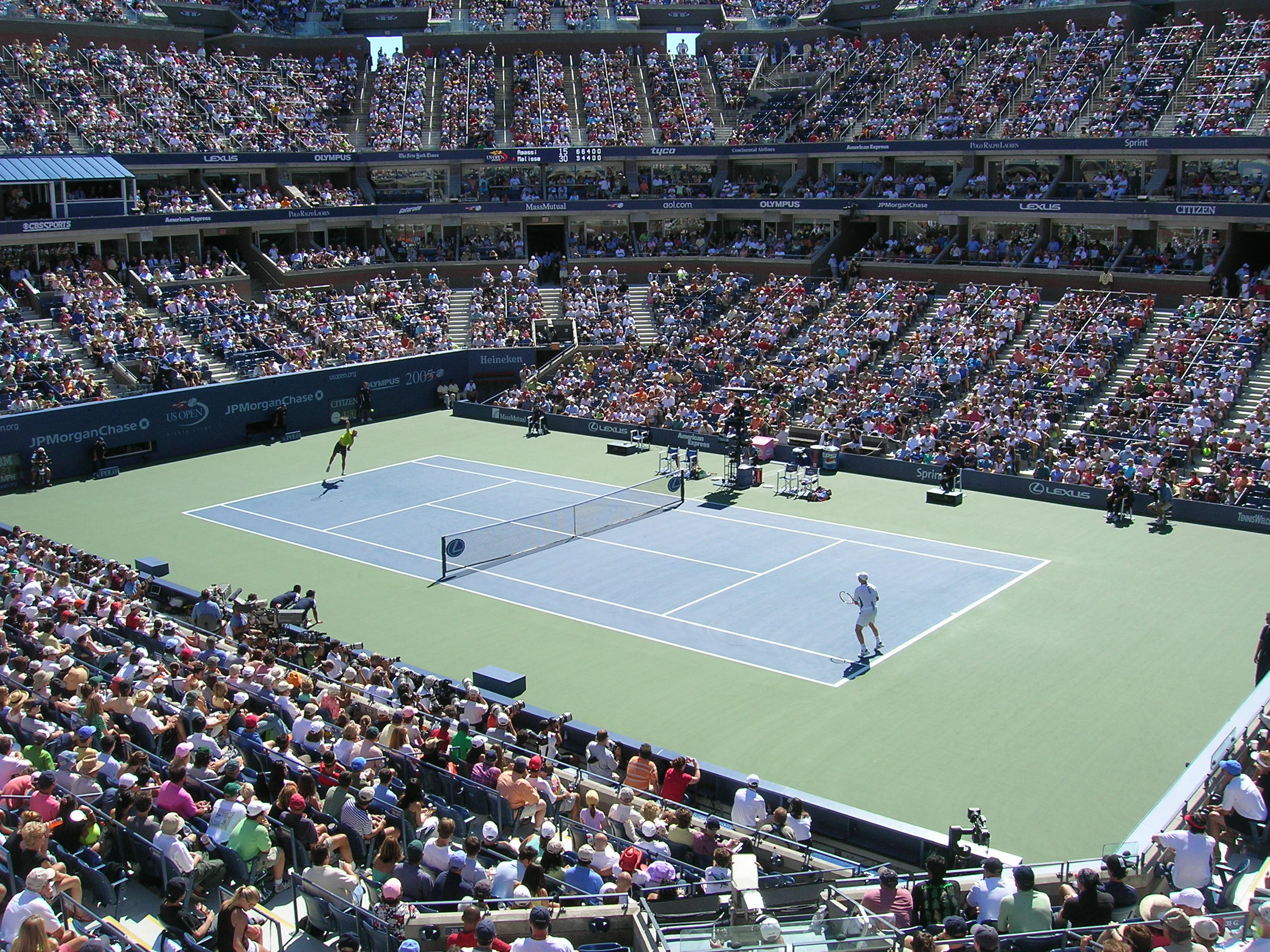
대표적인 하드 코트 대회인 US 오픈의 코트 모습.

하드 코트는 아크릴이나 아스팔트 등의 재질로 만들어진 코트이다. 하드 코트에서의 바운드는 잔디 코트보다는 느리지만 클레이 코트보다는 빠르다. 공이 비교적 빠르게 바운드되기 때문에 하드 코트는 플랫성의 공격적인 스트로크를 구사하는 선수에게 다소 유리한 점이 있다. 그러나 바운드가 너무 빠르거나 너무 느리지 않기 때문에 하드 코트는 비교적 모든 플레이 스타일에 고루 공평한 코트로 여겨진다.
하드 코트의 바운드 속도는 코트 표면의 도장재에 포함된 모래 입자의 양에 따라 조금씩 달라지게 된다. 코트 표면에 포함된 모래 입자의 양이 많을 수록 마찰력이 커져 공이 더 느리게 바운드 된다. 만일 표면에 모래 성분이 전혀 들어가지 않을 경우 하드 코트는 어떤 종류의 코트 재질 보다도 바운드가 오히려 빨라지게 된다.

### 실내 코트

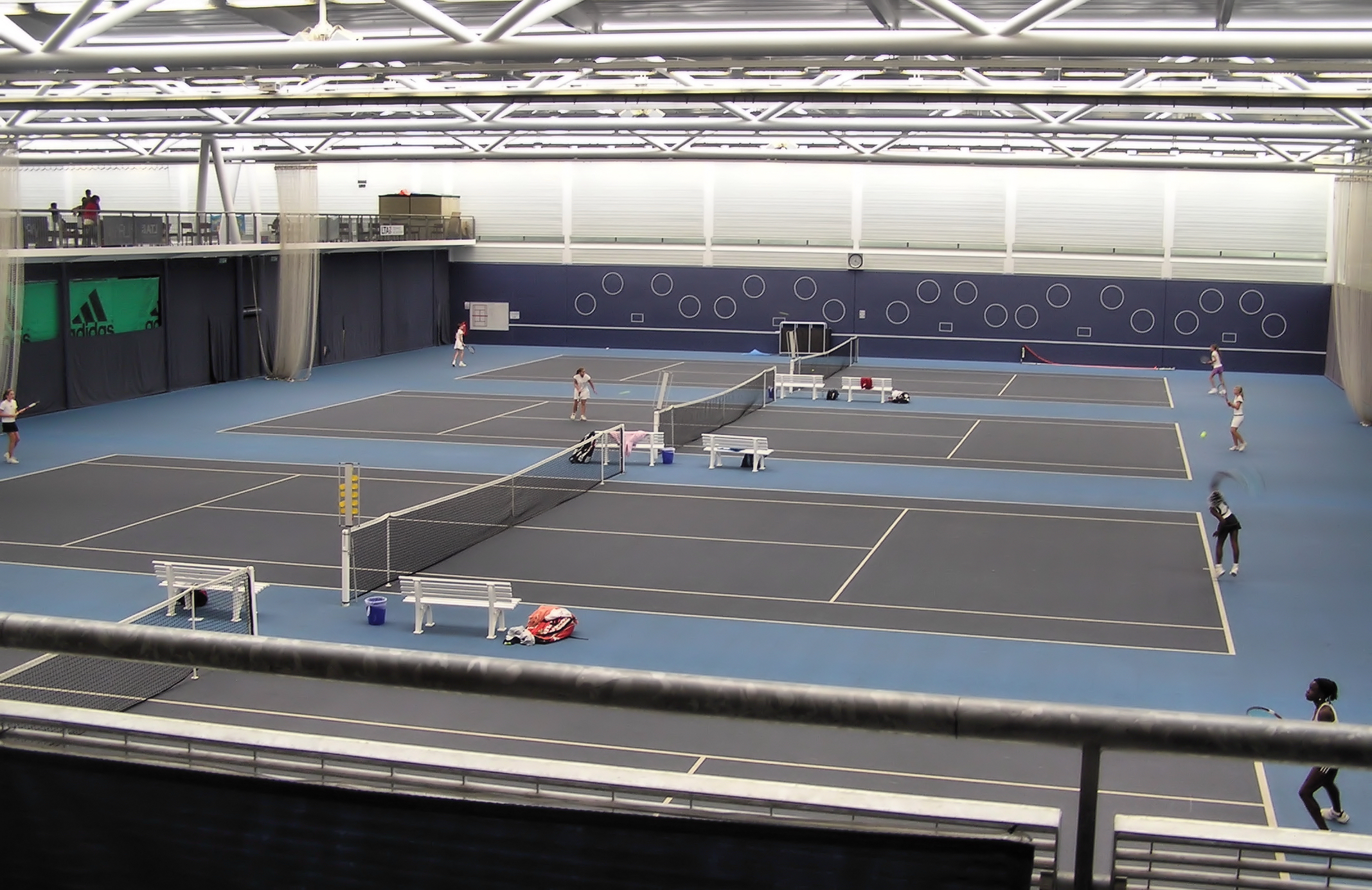
실내 코트의 모습.

실내 코트에서는 다양한 재질의 코트가 사용된다. 완충 효과가 뛰어난 카펫 코트는 오직 실내용으로만 사용된다. 유지관리가 손쉬운 플라스틱 타일 코트는 실내 및 실외 코트에서 모두 사용된다. 우드 코트는 바운드가 너무 빠르기 때문에 오늘날 테니스 코트로는 거의 사용되지 않으나, 테니스와 약간 다른 종류의 스포츠인 리얼 테니스에서는 우드 코트가 널리 쓰이는 편이다.

### 소형 코트
ITF에서는 '플레이 앤드 스테이'(Play and Stay)라는 캠페인을 통해 테니스 인구를 늘려나가는 전 세계적인 활동을 펼치고 있다. 이 캠페인의 핵심은 테니스를 처음 접하는 사람들에게 경기 규칙을 더 쉽게 전달하는 것인데, 이를 위해 정식 코트보다 작은 크기의 소형 코트에서 바운드가 느린 빨간색, 오렌지색, 초록색의 공을 사용하는 간이 경기 방식을 고안하였다. 이를 통해 경기자는 약간의 레슨만으로도 좀 더 쉽게 공을 컨트롤하여 넘길 수 있다.